# Elvira Lantenhammer

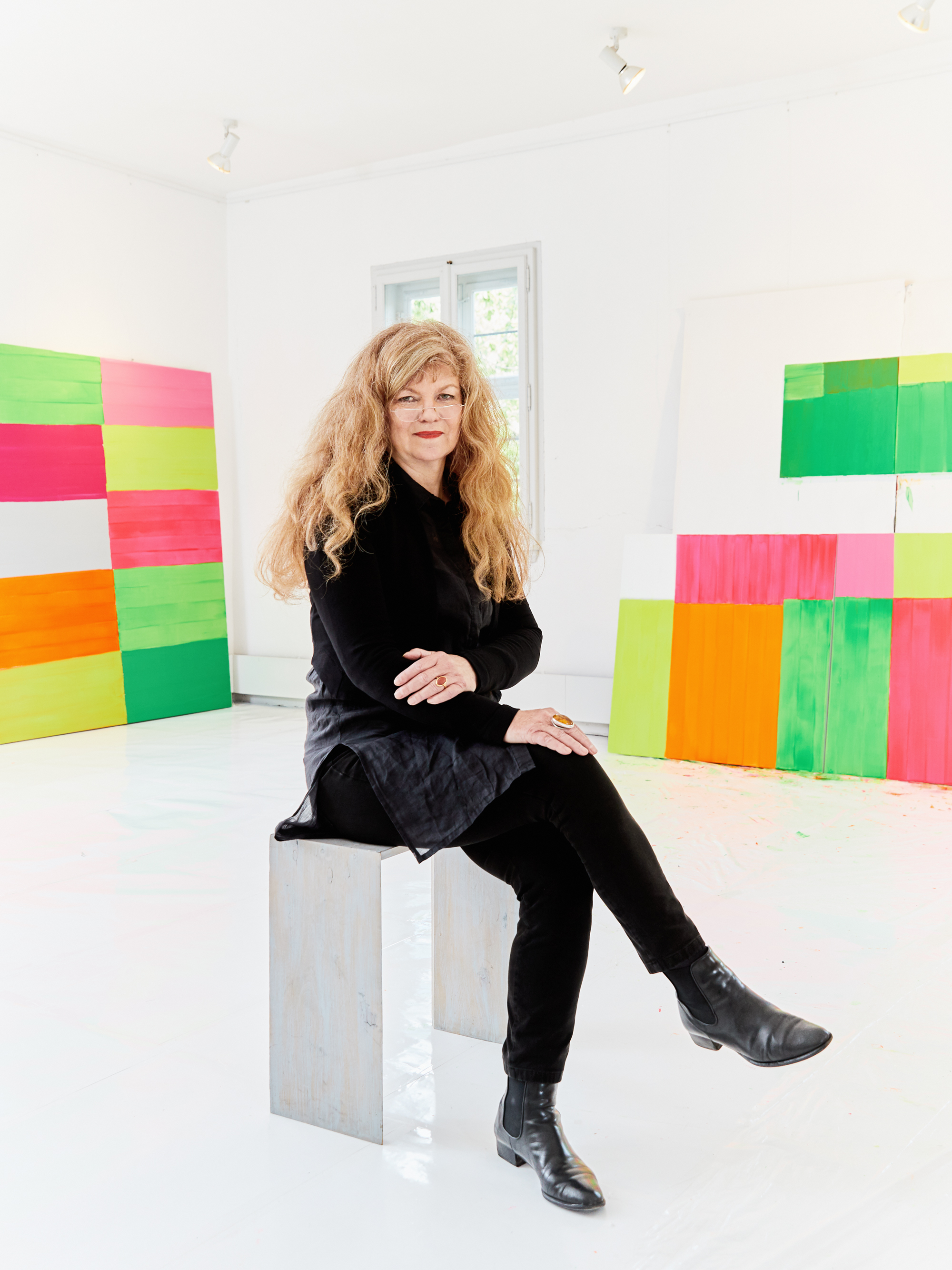
Elvira Lantenhammer im Atelier (2019), fotografiert von Anja Behrens

Gertrude Elvira Lantenhammer (* 9. November 1956 in Altötting) ist eine deutsche Malerin und Künstlerin. Sie arbeitet und lebt in Homburg am Main.

## Leben
Elvira Lantenhammer wurde 1956 in Altötting geboren. Sie absolvierte von 1976 bis 1979 eine Ausbildung zur Restauratorin. Anschließend begann sie ab 1980 ein Studium der Malerei bei Jürgen Reipka und Heinz Butz an der Akademie der Bildenden Künste in München an.
Seit 1998 ist Schloss Homburg am Main Lantenhammers Lebensmittelpunkt. Dort rief sie das Kunstprojekt „Kunst in Schloss Homburg“ ins Leben und schuf damit im unterfränkischen Winzerdorf Homburg am Main eine Plattform für zeitgenössische Kunst, u. a. lädt sie Künstlerkollegen aus ihrem internationalen Künstlernetzwerk zu Präsentationen innerhalb der offenen Ateliertage ein und kuratiert größere Ausstellungen, wie z. B. mainseits (2008) und den Kunstsommer (2011) mit Künstlern aus Deutschland, italien, Österreich und USA. Mit der Free International University und U We Claus, einem der Mitbegründer der FIU, Schüler und langjährigem Assistenten von Joseph Beuys pflegt sie eine lebendige Kooperation. Im Jahr 2021, dem Jubiläumsjahr von Beuys, wurde die „Eiche zu Ehren von Joseph Beuys“ unterhalb des Schlosses gepflanzt. Lantenhammer veranstaltet alljährlich die „Sommerakademie Schloss Homburg“, in der kunsthistorische, philosophische Lectures ebenso zu finden sind wie verschiedene Kurse und Veranstaltungen zu den Schwerpunkten Malerei, Zeichnung und Performance.

Elvira Lantenhammer ist Mitglied des Internationalen Künstlergremiums und des Deutschen Künstlerbundes.

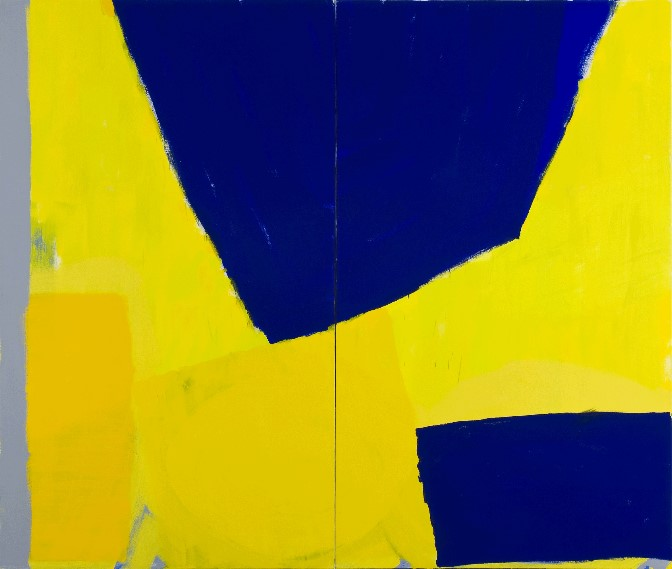
Lageplan Atelier von Elvira Lantenhammer

## Werk
Lageplan (siteplan) ist der Sammelbegriff für Elvira Lantenhammers abstrakten Werke. 1996 entwickelt die Künstlerin diesen Begriff für sich. Ganz im Gegensatz zu der traditionellen Malerei, die es seit Jahrhunderten zum Ziel hat die dreidimensionale Realität auf eine zweidimensionale Fläche zu bannen, überträgt Lantenhammer die Dreidimensionalität in ihr Medium und betont die Flächigkeit der Bilder. Der Begriff des Lageplans ist folglich im übertragenen Sinne zu verstehen. Die Topografie eines Ortes wird für gewöhnlich auf einer Landkarte in symbolhaften Zeichen visualisiert. Lantenhammer geht es aber um die Wirkung eines Ortes. Im Vordergrund steht das innere Erleben und das Erspüren eines Ortes und weniger das reale Dasein und die genaue Vermessung. Ihre Lagepläne bilden Orte des Geistes oder der Mythologie oder konkrete Orte ab. Manche Orte hält die Künstlerin als persönliche Topografien der Erinnerung fest, wie etwa die Lagepläne ihrer Heimatstadt Altötting.
Artist-in-residencies, Arbeitsaufenthalte verbunden mit Stipendien - in Bremerhaven; Sofia, Bulgarien; VCCA Virginia, USA; Baruch, Indien; Otsu, Japan - inspirierten sie zu folgenden Werkserien: "Bremerhaven Siteplan", "Bulgarian Siteplan", "Virginian Siteplan", “Siteplan Sadiq's House”, "Japanese Siteplan".
Lantenhammer bewegt sich in der Tradition der Farbfeldmalerei, wie sie aus den USA nach dem Zweiten Weltkrieg durch Vertreter wie Barnett Newman, Mark Rothko und Clyfford Still bekannt ist. Mittlerweile folgt sie ihrem ganz eigenen Weg der Farbfeldmalerei, der insbesondere von ihrer Beschäftigung mit östlicher Philosophie und dem Zen-Buddhismus geprägt ist, und untersucht ausgehend von der Beschäftigung mit der Farbmaterie und der handwerklichen Anwendung die Wirkung von Farbe. Ihre Bilder teilt sie meist in geometrische Flächen auf und baut sie aus zahlreichen fein abgestimmten oder in kühnen Komplementärkontrasten übereinander aufgetragenen Farbschichten auf. Die Farbklänge und ihr Miteinander geben die emotionalen und energetischen Qualitäten des Ortes wieder. In Bildserien kann trotz des gleichen Farbklanges durch unterschiedliche Wechselwirkungen der Farbeindruck eines Ortes stark variieren. Durch Ansetzen einer oder mehrerer weiterer Leinwände können wandfüllende Panoramen entstehen.
Der Lageplan ist ein „Aktionsraster“, das sich durch Offenheit auszeichnet und den Farben neue Räume erobert. Für die Malerin bieten sich immer neue Herausforderungen, und für den Betrachter. Das Werk ist eine Position zwischen Abstraktion und Konkreter Kunst in Malerei, Plastik und Installation.

## Auszeichnungen
- 2023: Pollock-Krasner-Stipendium, New York, USA
- 2023: a.i.r. Centre d`Art Le Manoir, Mouthier Haute Pierre, Frankreich
- 2020: Kulturpreis der Stadt Würzburg[7]
- 2017: a.i.r. Itoshima/Otsu, Japan
- 2017: a.i.r. Bharuch, Lecture Universität Baroda, Indien
- 2015: a.i.r. VCCA, Virginia, USA
- 2014: a.i.r Bulgarien, GEDOK München
- 2013: Paul-Ernst-Wilke Stipendium, Bremerhaven
- 2011: Kulturfonds des Bayerischen Staates, München
- 2008: Projektförderung aus dem Kulturfonds des Bayerischen Staates
- 2000: Atelierstipendium des Bayerischen Staates
- 1994: Debütanten, Kunstförderpreis des Bayerischen Staates für Wissenschaft, Forschung und Kunst, München

## Werke in öffentlichen Sammlungen
- Banque LBLux, Luxemburg
- Bayerische Landesanstalt für Wein - und Gartenbau, Würzburg
- Bayerische Staatsgemäldesammlung, München
- Bayerisches Staatsministerium für Sozialordnung, Familie und Frauen, München
- Bereitschaftspolizei Würzburg
- Bund Deutscher Psychologen, Bonn
- Fachhochschule Ansbach
- Fachhochschule Schweinfurt
- Fachhochschule Würzburg
- Industrie- und Handelskammer Würzburg
- Justizvollzugsanstalt Würzburg
- Landratsamt Dachau
- Museum im Kulturspeicher, Würzburg
- Neue Pinakothek, München[8]
- Otsu City Hall, Otsu, Japan
- Schlossmuseum Aschaffenburg
- Stadt Altötting
- Stadt Burghausen
- Städtisches Bauamt Würzburg
- Verband deutscher Maschinen- und Anlagenbauer, Frankfurt a. M.
- Vermessungsamt Aschaffenburg

## Ausstellungen

### Einzelausstellungen (Auswahl)
- 2023: Inge Jakobsen I Elvira Lantenhammer, Neue Galerie Landshut, Landshut
- 2020: show it again … Color Siteplan, Neuer Kunstverein Aschaffenburg
- 2019: COLOR SITEPLAN, BOK Offenbach
- 2019: Farbenplan, Galerie DeutschOrdensSchloss, Münnerstadt
- 2018: Kakemono – Japanese Siteplan, Siebold-Museum Würzburg
- 2017: Kakemono – Japanese Siteplan, Window Gallery, Seian University, Otsu, Japan
- 2016: Lagepläne, ABC Westside Galerie, München
- 2016: Siteplans, Kunstverein Bayreuth
- 2016: Virginian Siteplans, Kunstverein Würzburg
- 2015: siteplan Bulgaria, Galerie GEDOK, München
- 2015: siteplan Bulgaria, Galerie concrete cologne, Köln
- 2014: Siteplans Bulgaria, pressart, Sofia, Bulgarien
- 2013: Lageplan Bremerhaven, Wilke Atelier, Bremerhaven
- 2013: Lageplan Atlantis, Rom, und Central Park, ZF Friedrichshafen, Schweinfurt
- 2012: orange zu grau und andere Lagepläne, Klaus Braun, Stuttgart
- 2011: Lagepläne – by heart!, Galerie Kunstreich, Bern, Schweiz
- 2011 Offene Lage mit Schrein, Stadt Altötting
- 2007 Malerei, Plastik, Installation – Gertrude Lantenhammer, Galerie der Bayerische Landesbank, München
- 2005: Banque LBLux S.A., Luxemburg
- 2004: Köpfe, Schloss Homburg
- 2004: Köpfe, Stachowitz, München
- 2002: Nach innen offen, Installation, HeidelbergCement, Lengfurt
- 2001: Haus 10, Kloster Fürstenfeld
- 2000: Lagepläne, IHK, Würzburg
- 2000: im japanischen Garten, Galerie Kunstsalon Ohm, München
- 1999: KYOTO, Schloss Homburg
- 1999: Atlantis, Kyoto, München, Venedig – Lagepläne, Liebenweinturm Burghausen
- 1998: Lagepläne München und andere, Bezirk Oberbayern, München
- 1998: Lagepläne Atlantis, Goethe-Institut, München
- 1998: Lagepläne, Galerie Paleo, Köln
- 1998: Lagepläne Würzburg – München – Venedig, Orangerie, München
- 1997: VDMA, Frankfurt a. M.
- 1997: Lagepläne, Zimmer-Galerie, C.O. Schneider, Frankfurt a. M.
- 1996: Galerie des KVD, Dachau
- 1995: Produzentengalerie, Kassel
- 1995: Galerie im Bürgerhaus, Schwabach
- 1994: Debütanten Ausstellung 1994, Spitäle, Würzburg

### Gruppenausstellungen (Auswahl)
- 2023: Abstract International, Gallery 7, Athen, Griechenland
- 2023: Splitting the Square, Abstract Project Gallery, Paris, Frankreich
- 2022: Kunst aktuell 2022, Städtische Galerie, Rosenheim
- 2022: Here we are, Kunstverein Familie Montez, Frankfurt a. M.
- 2022: mapping 3 positions, BBK Galerie im Kulturspeicher, Würzburg
- 2021: que des femmes ... only women, Satellite Biennale, West projects Blue Mountains, Australien
- 2021: Domestic Space I Domagk Edition 2, DomagkAteliers, München
- 2021: Thousand Plateaus, The Brno House of Arts, Brno, Czech Republic
- 2021: Ein ungeschriebener Roman, Kunstverein Landshut
- 2021: Still Alive, Deutscher Künstlerbund, Berlin
- 2021: *innen, Kunstverein Würzburg
- 2021: Hut ab – Kopf an, Ausstellungsraum Eulengasse, Frankfurt
- 2021: Plaform Projects, Art Fair, Athen, Griechenland
- 2020: colored, Augsburg Contemporary, Augsburg
- 2020: Roter Kunstsalon, Museum Villa Rot, Ulm/Burgrieden, Zweigstelle Berlin
- 2019: Kunst in den Mai, GEDOK Galerie, München
- 2019: sixty nifty, Augsburg Contemporary, Augsburg
- 2018: Domestic Space I Domagk Edition, Halle 50, München
- 2018: BLACK BOX(ES), Saarländisches Künstlerhaus, Saarbrücken
- 2018: Domestic Space I Schloss Homburg Edition, Homburg am Main
- 2018: Domestic Space I Munich Edition, Zweigstelle Berlin, München
- 2018: abgefahren, Else 2, Bahnhof Münnerstadt
- 2018: Möbius-Schleife, mit Kathrin Rabenort, Stadtgalerie Bad Soden
- 2017: Edition, Portfolio Zweigstelle Berlin, Neue Galerie Landshut
- 2017: Raum(er)greifend / Unruhe – Ordnung, Galerie Basement, Wien, Österreich
- 2017: THEURER LANTENHAMMER, Spitäle, Würzburg
- 2017: BLACK BOX(es), Faux Mouvement Centre d`Art Contemporain, Metz, Frankreich
- 2017: Japanese Siteplans, Gallery Studio Kura, Itoshima, Prefekture Fukuoka, Japan
- 2017: summer saunter, Galerie Klaus Braun, Stuttgart
- 2016: Lichte Masse, mit Gunther Gerlach, Villa Sponte, Bremen
- 2016: FARBLAGEN - Elvira Lantenhammer und Gerhard Scharnhorst, Galerie Klaus Braun, Stuttgart
- 2016: Similarities and Differences, Viridian Artists Gallery, New York, USA
- 2015: Arbeiten auf Papier, Galerie Klaus Braun, Stuttgart
- 2015: beweglich = grün ohne Boden, GEDOK München im Kunstverein Ebersberg
- 2015: 65. Große Kunstausstellung Bayreuth
- 2015: sail art, Bremerhafen
- 2014: AFFILIATES, Viridian Artists Gallery, New York, USA
- 2014: Reisen, IHK, Würzburg
- 2013: AFFILIATES - Disconnected Realities, Viridian Artists Gallery, New York City, USA
- 2013: art Karlsruhe, Galerie Jutta Idelmann
- 2012: Endings and Beginnings, Viridian Gallery, New York
- 2012: Schön - eine Bilderauswahl, Galerie Klaus Braun, Stuttgart
- 2012: Gespräche in marrakesch, Hotel Riad Honey, Marrakesch, Marokko
- 2011: Logbuch 2011, Galerie Pack of Patches, Jena
- 2011: Sudoh Gallery Odawara, Japan
- 2011: Kunst belebt!, Schloss Homburg am Main
- 2011: C.A.R. Contemporary Art Ruhr, Essen
- 2011: Kunstmesse Karlsruhe
- 2010: Turm II, Aussicht auf Vergnügen, Galerie Pack of Patches, Jena
- 2010: cutlog, Internationale Kunstmesse, Bourse du Commerce, Paris, Frankreich
- 2010: kunst zürich 2010, Internationale Kunstmesse, Zürich, Schweiz
- 2009: Lagepläne, Palazzo Ducale, Genua, Italien
- 2008: mainseits, Kunst in Schloss Homburg, Homburg am Main
- 2007: innerei, Künstlerforum Bonn
- 2006: show it again..., Neue Lagepläne, Neuer Kunstverein Aschaffenburg
- 2005: Heimspiel, Museum im Kulturspeicher, Würzburg
- 2003: Schloss Schönfeld, Kassel
- 2001: Stadt-Land-Fluss, Neuer Kunstverein Aschaffenburg
- 2011: Bayerisches Vermessungsamt, München
- 2000: Utopien, Artemis-Haus, Frankfurt
- 1999: Kunstbeirat, Kunstverein Würzburg
- 1998: Bayerische Kunst unserer Tage, Nationalgalerie, Bratislava Slowakei
- 1997: Grosse Kunstausstellung, Haus der Kunst, München
- 1997: Zeige Deinen Engel, Altötting
- 1997: DOMINO, Städtische Galerie, Würzburg
- 1996: Galerie im Gang, Bamberg
- 1996: Tiepolo's Erbe, Otto-Richter-Halle, Würzburg
- 1995: Eingekreist, Produzentengalerie, Kassel
- 1994: Diözesan Museum, Limburg a.d. Lahn
- 1994: Harderbastei, Ingolstadt
- 1993: Galerie Dresdner Bank, Frankfurt
- 1993: Schloss Wartensee, St. Gallen, Schweiz